# Thomas N. Griffin, Jr.
Thomas Norfleet Griffin, Jr. (* 13. Januar 1933 in den Schofield Barracks, Honolulu, Hawaii; † 6. April 2020 in Fairfax Station, Fairfax County, Virginia) war ein Generalleutnant der United States Army. Er war unter anderem Kommandeur der 3. Panzerdivision.
In den Jahren 1952 bis 1956 durchlief Thomas Griffin die United States Military Academy in West Point. Nach seiner Graduation wurde er als Leutnant der Infanterie zugeteilt. In der Armee durchlief er anschließend alle Offiziersränge vom Leutnant bis zum Drei-Sterne-General.
Im Lauf seiner militärischen Karriere absolvierte Griffin verschiedene Kurse und Schulungen. Dazu gehörten unter anderem die Infantry School, das Naval War College und das National War College. Außerdem erhielt er einen akademischen Grad von der George Washington University.
In seinen jüngeren Jahren absolvierte er den für Offiziere in den niederen Rangstufen üblichen Dienst in unterschiedlichen Einheiten und Standorten. Dazu gehörten auch Aufgaben als Stabsoffizier in verschiedenen Hauptquartieren. Gleich zu Beginn seiner Laufbahn wurde er in Deutschland stationiert, wo er Zugführer und dann Kommandeur einer Kompanie war. In den Jahren 1960 bis 1963 war er in Fort Myer in Virginia beim 3. Infanterieregiment stationiert, wo er zunächst wieder eine Kompanie befehligte und dann als Stabsoffizier tätig war.
Im Jahr 1965 wurde Griffin erstmals im Vietnamkrieg eingesetzt: als Berater des südvietnamesischen Militärs. Danach war er unter anderem Bataillonskommandeur in der 82. Luftlandedivision. Im weiteren Verlauf kehrte er zur Militärakademie in West Point zurück, wo er als taktischer Offizier und Kommandeur einer Kadetteneinheit tätig war.
Im Jahr 1971 kehrte Griffin nach Vietnam zurück und wurde Stabsoffizier bei der 101. Luftlandedivision. Nach zwei weiteren Verwendungen im Stab der 7. Infanteriedivision in Fort Ord in Kalifornien und im Stab des U.S. Army Military Personnel Centers in Washington, D.C. wurde Thomas Griffin nach Südkorea versetzt. Dort kommandierte er eine Brigade der 2. Infanteriedivision.
Anschließend kehrt er nach Washington, D.C. zurück wo er Stabsoffizier in der Abteilung G3  für Operationen im Heeresministerium wurde. Im Jahr 1982 wurde er Stabsoffizier im United States Pacific Command, dessen Hauptquartier sich in Hawaii befand. Daran schloss sich eine erneute Versetzung nach Deutschland an, wo er die Stabsabteilung G3 der 3. Panzerdivision leitete und gleichzeitig Standortkommandant von Gießen war. Als Nächstes übernahm er in Berlin das Kommando über die dortigen Truppen der Berlin Brigade, was aber nicht gleichbedeutend mit dem Amt des Stadtkommandanten war.
Zwischen Juni 1986 und März 1988 kommandierte Thomas Griffin die 3. Panzerdivision, deren Hauptquartier sich in Frankfurt am Main befand. Nach seiner im Jahr 1988 erfolgten Beförderung zum Generalleutnant trat Griffin seine letzte Stelle als Offizier des US-Heeres an. Er wurde zum Stabschef der alliierten Streitkräfte in Südeuropa (Allied Forces Southern Europe) in Neapel ernannt. Diese Stelle bekleidete er bis zum Jahr 1991.
Thomas Griffin starb am 6. April 2020 in Fairfax Station in Virginia und wurde auf dem amerikanischen Nationalfriedhof Arlington beigesetzt.

## Orden und Auszeichnungen
Thomas Griffin erhielt im Lauf seiner militärischen Laufbahn unter anderem folgende Auszeichnungen:
- Army Distinguished Service Medal
- Legion of Merit
- Bronze Star Medal
- Meritorious Service Medal
- Joint Service Commendation Medal
- Air Medal
- Army Commendation Medal